# Martínez (Spanyolország)
Martínez egy község Spanyolországban, Ávila tartományban. Martínez Horcajo Medianero, Chagarcía Medianero, Diego del Carpio, Zapardiel de la Cañada és Arevalillo községekkel határos. Lakosainak száma 108 fő (2024).

## Népesség
A település népessége az utóbbi években az alábbiak szerint változott:
| Lakosok száma | 232  | 199  | 187  | 169  | 156  | 143  | 132  | 116  | 111  | 108  |
|               | 2001 | 2004 | 2006 | 2009 | 2011 | 2014 | 2016 | 2019 | 2021 | 2024 |